# Internet: La Película
Internet: La Película (título original: Internet – O Filme) es una comedia brasileña estrenada el 23 de febrero de 2017, dirigida por Filippo Capuzzi Lapietra. El guion fue escrito por Rafinha Bastos junto a Dani Garuti y Mirna Nogueira, y el propio Rafinha actúa como Cesinha Passos.
La película cuenta con un elenco formado principalmente por youtubers brasileños interpretando personajes que parodian o exageran sus propias personalidades (Felipe Castanhari, Júlio Cocielo, Gusta Stockler, Cellbit, PC Siqueira, Cauê Moura, Pathy dos Reis, entre otros).

## Recepción
La recepción crítica fue mayoritariamente negativa:
- El agregador AdoroCinema calificó el filme con 1.8/5 basado en ocho críticas de prensa, señalando un guion fragmentado y desempeño irregular del elenco.
- Cineweb valoró el esfuerzo técnico para cohesionar muchas tramas simultáneas, aunque también apuntó que faltó profundidad.[5]
- Ultraverso (Thiago de Mello) calificó el filme como una serie de sketches sin hilo narrativo, con humor ofensivo y escaso valor cinematográfico.[6]
- Metrópoles afirmó que el filme “desprecia el cine”, criticando el formato esquemático y visual. [7]
- Estação Nerd resaltó el guion débil y humor ofensivo, señalando temas de machismo, homofobia y falta de creatividad.
- O Sete (Blah Cultural) destacó el exceso de giros narrativos y falta de cohesión, aunque valoró la apertura visual del largometraje.[8]

## Sinopsis
La película se desarrolla durante una convención de youtubers en un hotel, donde diversos personajes comparten un mismo espacio: las historias se entrelazan para satirizar la cultura digital y los estereotipos del mundo online, con foco en humor absurdo y autoconsciente.

## Reparto
- Rafinha Bastos como Cesinha Passos
- Paulinho Serra como Adelgamir
- Felipe Castanhari como Mateus
- Patrícia dos Reis como Natália
- Gustavo Stockler como Uesley
- Rafael Lange (Cellbit) como Paulinho
- Christian Figueiredo como Tonio
- Júlio Cocielo como Tito
- Thaynara OG (Patrícia dos Reis) como Malu
- T3ddy (Lucas Olioti) como Vepê
- Victor Meyniel como Gabriel
- Murilo Cervi como Cris
- Gabriel Dantas como Humberto
- Mauro Nakada como Nicolas
- Cauê Moura como Robson
- PC Siqueira como Joca
- Maurício Meirelles como Saulo
- Gabi Lopes como Fabi
- Rodrigo Fernandes como Agente Smith
- Igão Underground como Rafa
- Willian Rodrigues como Levy
- Micheli Machado como Laura
- Metturo como Matteo
- Polly Marinho como Barbarinha
- Mr. Catra como Dios
- Jefferson Barbosa como él mismo
- Suellen Barbosa como ella misma
- Whindersson Nunes como él mismo